# در نظربازی ما بی‌خبران حیرانند
غزلی با مطلعِ «در نظربازی ما بی‌خبران حیرانند» غزل شمارهٔ ۱۹۳ از دیوانِ حافظ در تصحیحِ محمد قزوینی و قاسم غنی است.

## وزن
این شعر بر وزن فعلاتن فعلاتن فعلاتن فعلن سروده شده است.

## در اجراها
غلامحسین بنان و تاج اصفهانی در برنامهٔ شمارهٔ ۱۰۴ از مجموعهٔ گل‌های جاویدان این غزل را در دستگاهِ سه‌گاه اجرا کرده‌اند.